# Embajada del Perú en Japón

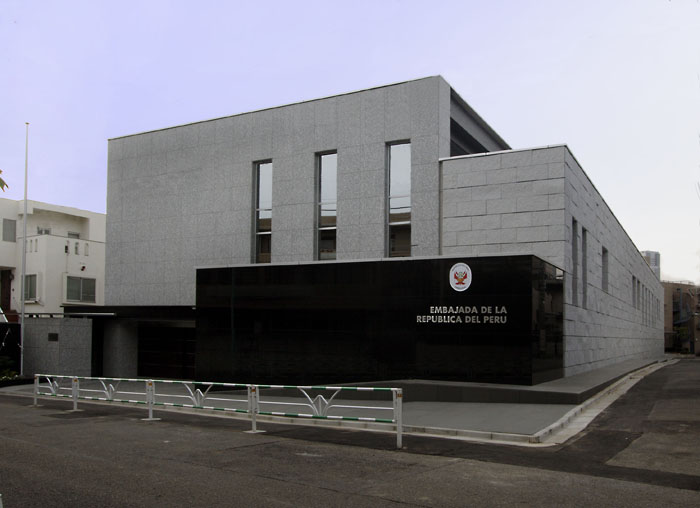
Sede de la Embajada del Perú en Tokio

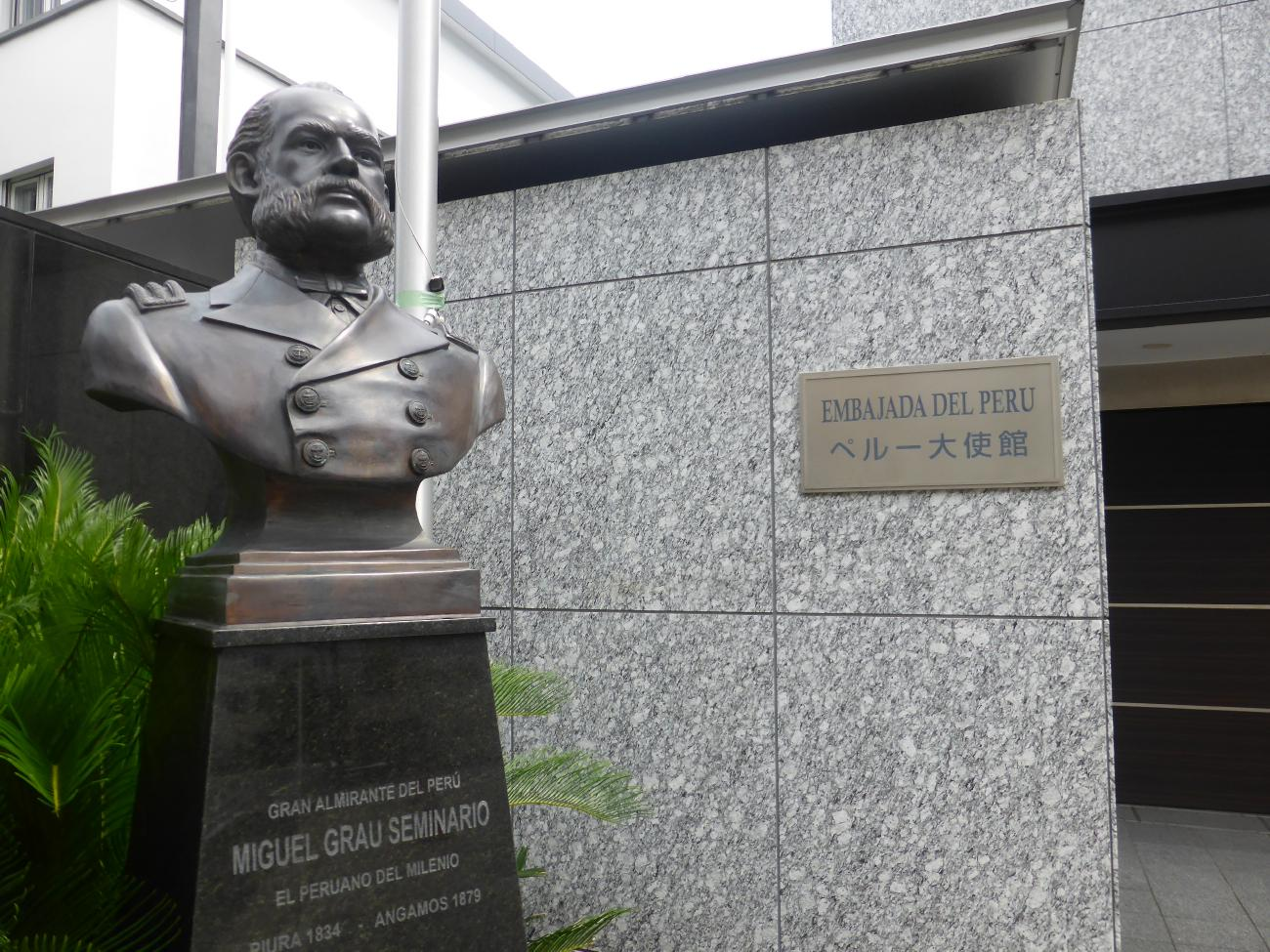
Placa de la Embajada del Perú y el Busto de Miguel Grau Seminario en Tokio

La embajada de la República del Perú en el Estado del Japón representa a la misión diplomática permanente del país sudamericano en el Estado del Japón. Es una relación importante por el contenido histórico y cultural que une a los dos países.

## Historia
Japón es el país más antiguo de Asia con el que Perú ha establecido relaciones diplomáticas a partir de 1873, mediante la firma del Tratado de Paz, Amistad, Comercio y Navegación.
Las relaciones amistosas entre los ambos países se rompieron en 1942 con la Segunda Guerra Mundial, pero se normalizan con la entrada en vigor del Tratado de Paz con Japón en 1952.
Los peruanos de ascendencia japonesa tienen una fuerte presencia en el Perú, por ejemplo, el expresidente Alberto Fujimori y su hija, la candidata presidencial Keiko Fujimori, son japoneses-peruanos.

## Jefe de la misión
La embajada está encabezada por el embajador Roberto Hernán Seminario Portocarrero, designado el 1 de enero de 2022.

## Consulados Generales
En Japón, actualmente, hay consulados generales del Perú en Tokio y Nagoya.

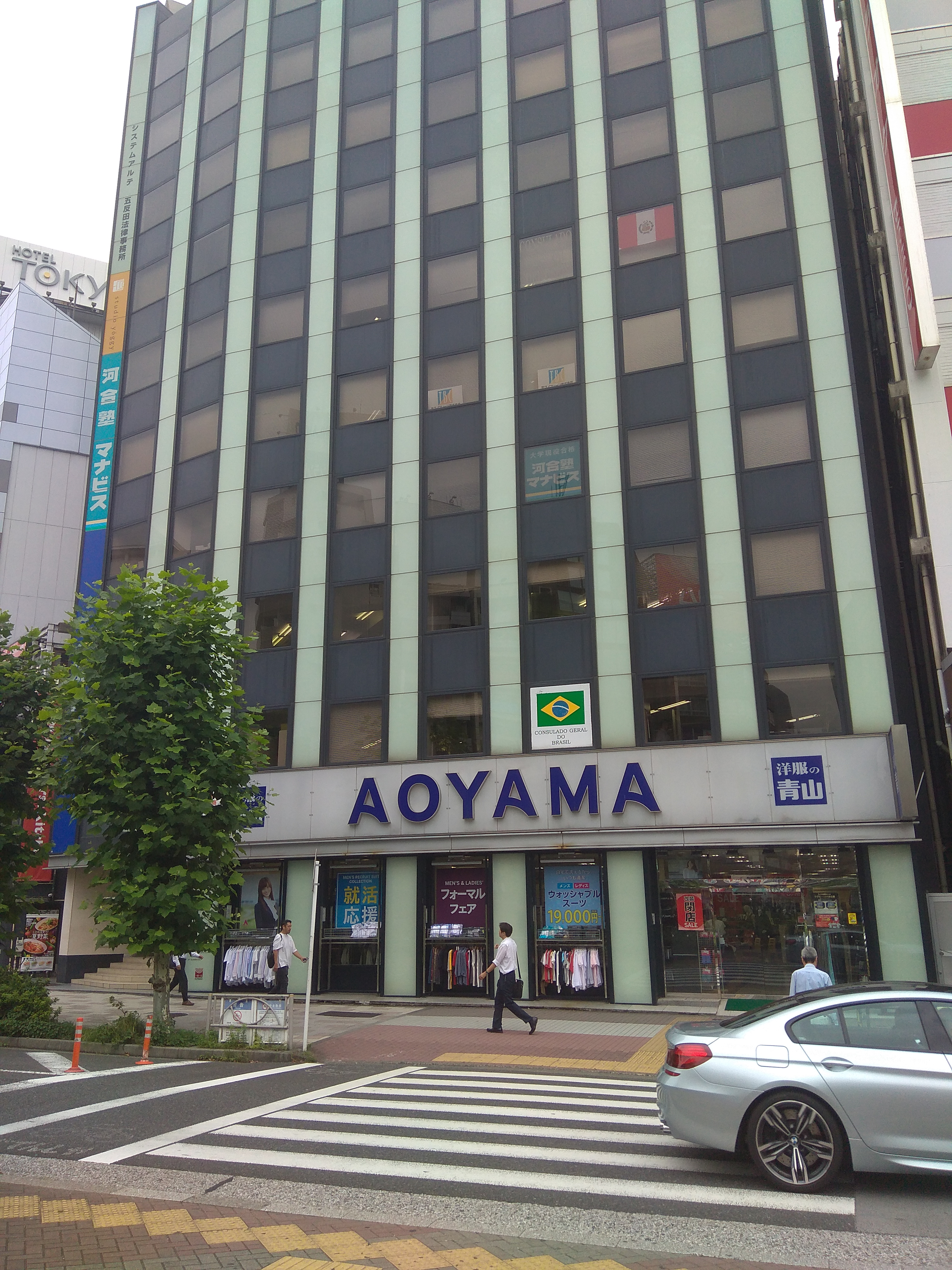
Consulado General del Perú en Tokio
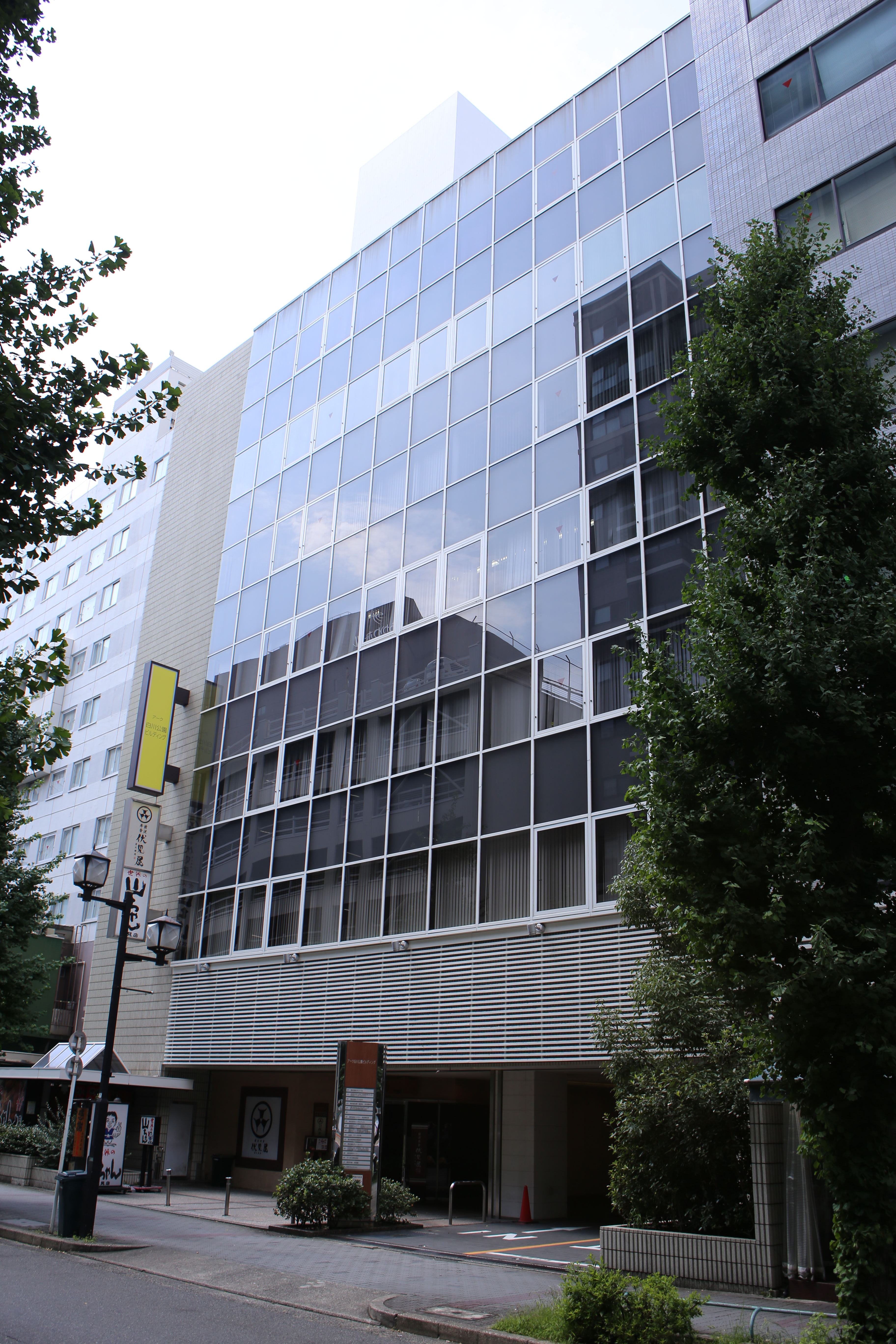
Consulado General del Perú en Nagoya